# Backhaus (Dillhausen)

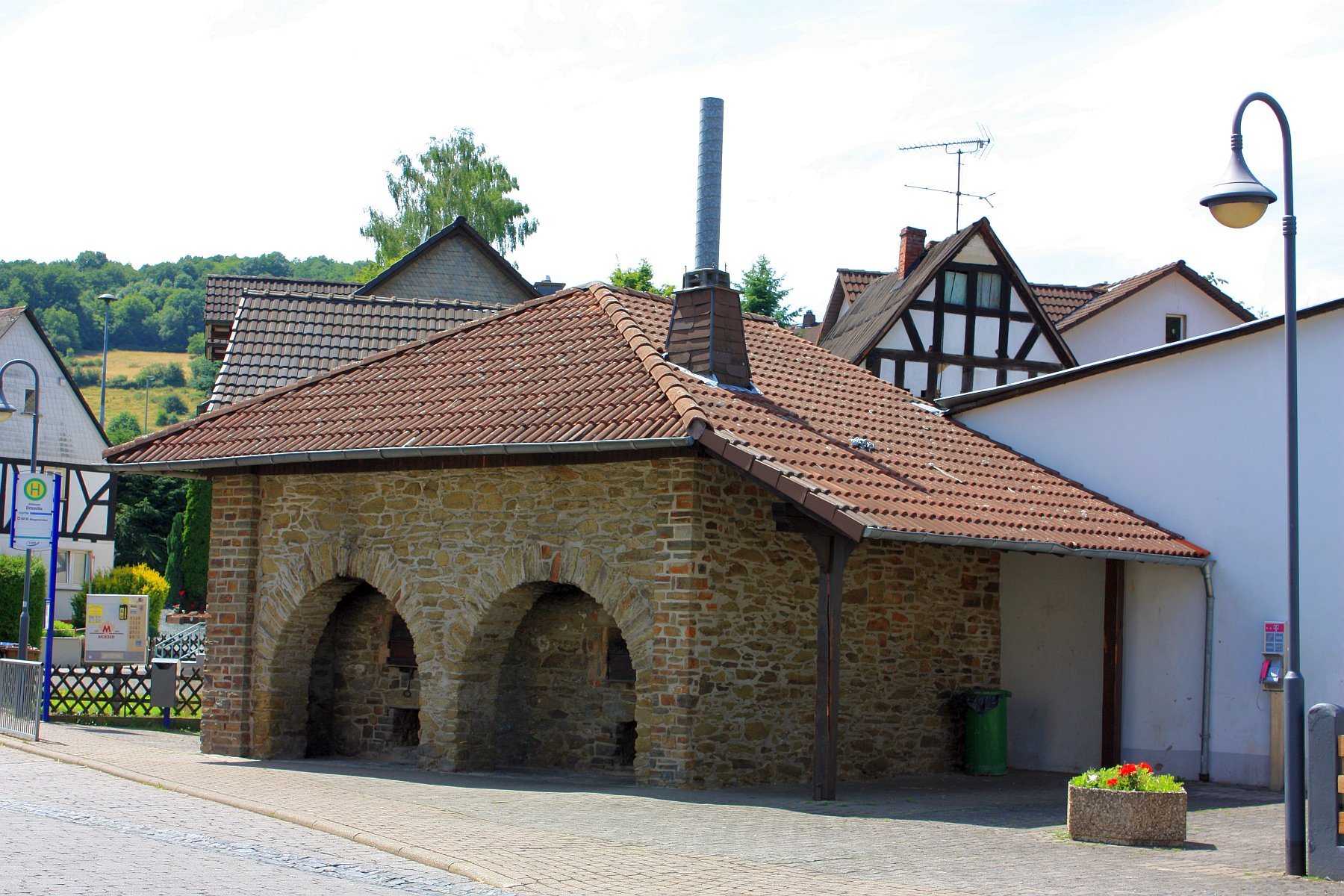
Backhaus in Dillhausen

Das Backhaus in Dillhausen, einem Gemeindeteil von Mengerskirchen im mittelhessischen Landkreis Limburg-Weilburg, wurde 1821 errichtet. Das Backhaus an der Marktstraße 11 ist ein geschütztes Kulturdenkmal.
Das ursprünglich zweigeschossige Gebäude in der Dorfmitte hatte neben dem Backraum noch einen Schulsaal und das Gemeindebüro. Diese Teile wurden 1978 weitgehend abgebrochen. 
Die schon im Jahr 1927 renovierten Backöfen blieben erhalten und wurden mit einem neuen Dach versehen.